# Theta Aurigae
Theta Aurigae (Mahasim, θ Aur) – biała gwiazda typu widmowego A w gwiazdozbiorze Woźnicy. Znajduje się około 166 lat świetlnych od Ziemi.

## Nazwa
Gwiazda ta ma nazwę własną Mahasim, która wywodzi się od arabskiego ‏المِعْصَم‎ al-micşam, oznaczającego „nadgarstek” (Woźnicy). Tę samą nazwę stosowano dawniej też dla gwiazdy eta Aurigae, a podobna nazwa Maasym (o tym samym źródłosłowie) oznacza gwiazdę Lambda Herculis. Międzynarodowa Unia Astronomiczna w 2017 roku formalnie zatwierdziła użycie nazwy Mahasim dla określenia tej gwiazdy.

## Charakterystyka
Theta Aurigae jest białą gwiazdą ciągu głównego, należącą do typu widmowego A, trzecią co do jasności w gwiazdozbiorze Woźnicy. Jest to zmienna typu Alfa² Canum Venaticorum. Ma osobliwe widmo, związane z silnym polem magnetycznym gwiazdy. Pole to nie jest zorientowane zgodnie z osią obrotu, co uwidacznia się w trakcie obrotu gwiazdy, trwającego 3,61 dnia. Szczególnie silne linie spektralne krzemu (stąd oznaczenie pSi w typie gwiazdy), chromu i żelaza są związane z obszarami silnego pola magnetycznego na powierzchni gwiazdy, które są widoczne z Ziemi lub nie, w zależności od fazy obrotu.
Gwiazda ta ma towarzysza, żółtego karła typu G2 podobnego do Słońca, odległego o co najmniej 185 jednostek astronomicznych od głównego składnika. Gwiazdy okrążają wspólny środek masy co około 1200 lat.